# يحيى دسوقي
يحيى الدسوقي (مواليد 13 مارس 1978 في القاهرة) هو رسام وفنان تشكيلي مصري يصنع الفن المعاصر بأنواع مختلفة من الوسائط التقليدية والرقمية، كما أنه مهندس معماري تخرج من كلية الفنون الجميلة بجامعة حلوان، شارك في العديد من المعارض الجماعية وعرض العديد من الأعمال الفنية في مواضيع مختلفة مثل: عمارة القاهرة الإسلامية القديمة، صامتة، فوانيس رمضان، السيرك، أقام معرضه الفردي الأول عن "فرحة الورد" الذي تضمن اسكتشات الباستيل الناعمة وكذلك اللوحات الزيتية.

## سيرته

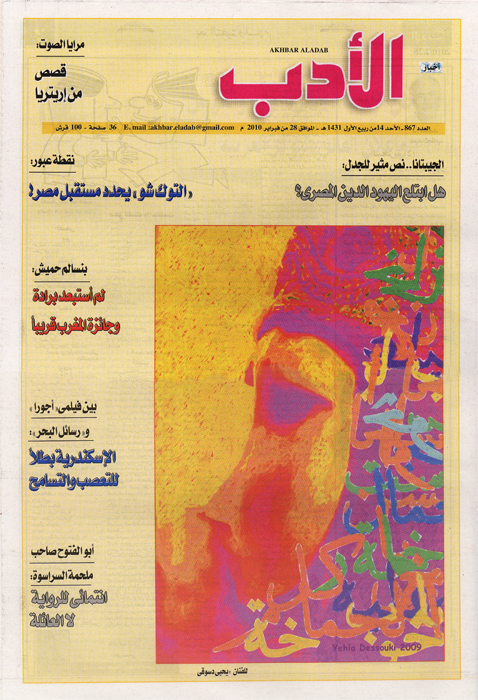
لوحة رقمية للفنان يحيى الدسوقي على غلاف جريدة أخبار الأدب

نشأ يحيى في عائلة فنية أثرت على حياته الفنية مبكرًا، والده فنان الباتيك علي الدسوقي، ووالدته ناقدة فنية ومحامية، منحه سفره إلى إيطاليا في رحلة صيفية دراسية إلى مركز دانتي أليجييري فرصة ذهبية لزيارة المتاحف الفنية في روما وميلانو وفلورنسا وبيزا، وزيارة بينالي البندقية للفنون التشكيلية. تخرج من كلية الفنون الجميلة قسم العمارة جامعة حلوان ثم حصل على درجة تمهيدي الماجستير بكلية الفنون الجميلة 2002.
بفضل شغفه بالرسومات الرقمية، رسم بعض الأعمال الفنية الرقمية التجريبية المتنوعة، ومنها رسمًا فنيًا مبتكرًا يمزج بين الدمى المتحركة في المسرح والخط العربي، وكان منها أول عمل فني يُنشر له على غلاف جريدة أخبار الأدب، وهي جريدة أسبوعية مصرية شهيرة.

## المعارض
- المعارض المحلية:
  - المعارض الجماعية بما في ذلك المعارض السنوية للطلاب الجامعيين، وجمعية الرواد "الطلائع" والمعارض الخاصة في جاليري شموع، وجاليري دار الأوبرا المصرية، وجاليري سلامة، وجاليري بيكاسو، وجاليري دروب، وجاليري ساقية الصاوي، وأخيراً معرض نقابة الفنانين المصريين.
  - سبعة معارض جماعية مع أعضاء جمعية فناني الغوري.
  - خمسة معارض جماعية مع جماعة "اللقطة الوحدة".
- العروض المنفردة
  - بهجة الورد بقاعة قرطبة 8 مارس 2009، القاهرة، مصر.

## الجوائز
- الجوائز الوطنية:
  - الجائزة الأولى في الرسم من جمعية محبي الفنون الجميلة برئاسة الفنان صلاح طاهر.
- الجوائز الدولية:
  - الجائزة الاولى في التصوير الرقمي من مجلة العربى الكويت 2009.

## أعمال فنية

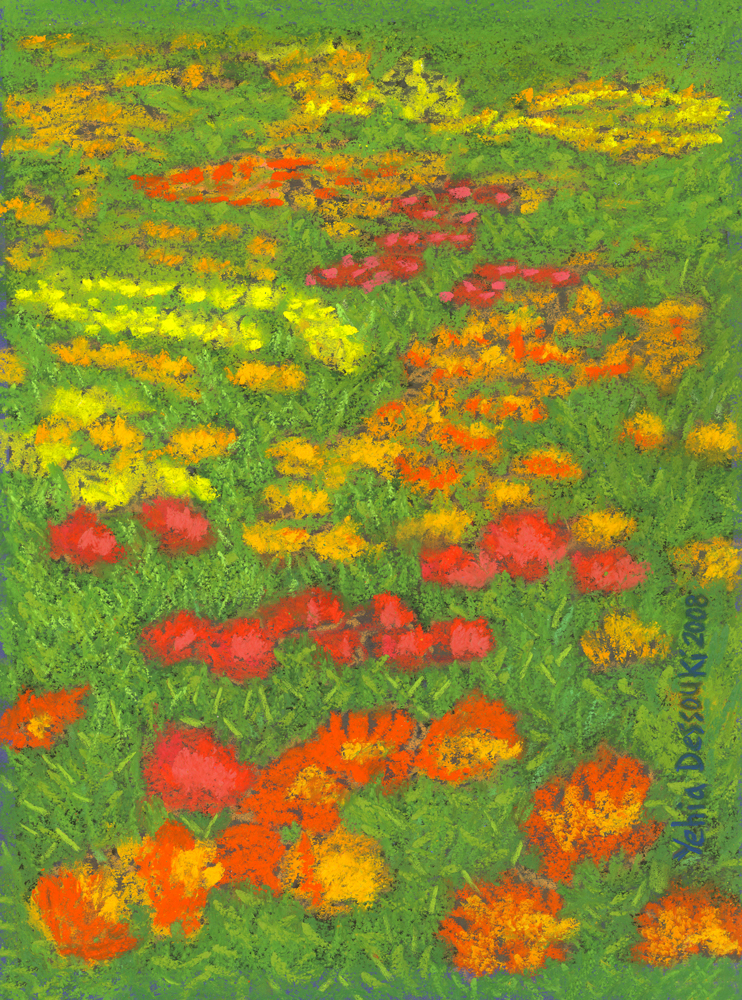
فرحة الورد
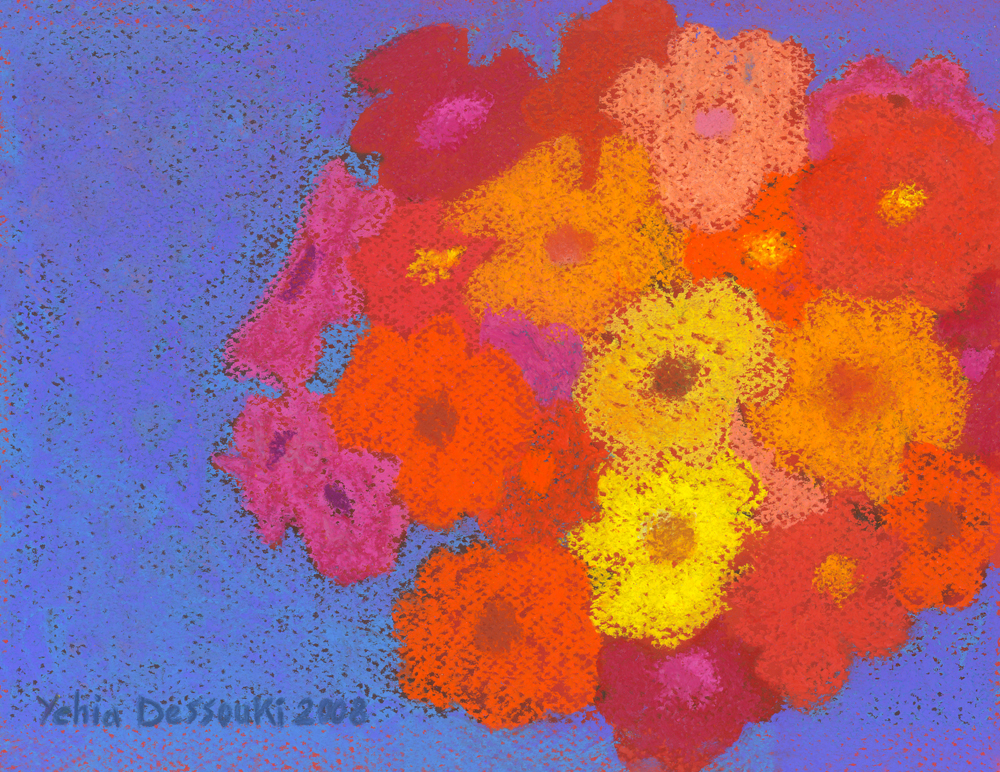
فرحة الورد

"القاهرة الإسلامية القديمة" رسومات بالحبر

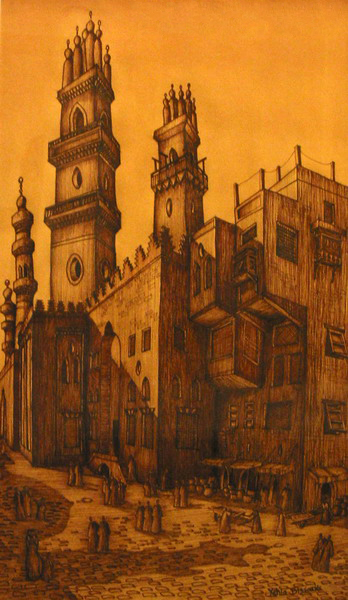
مآذن الغورية
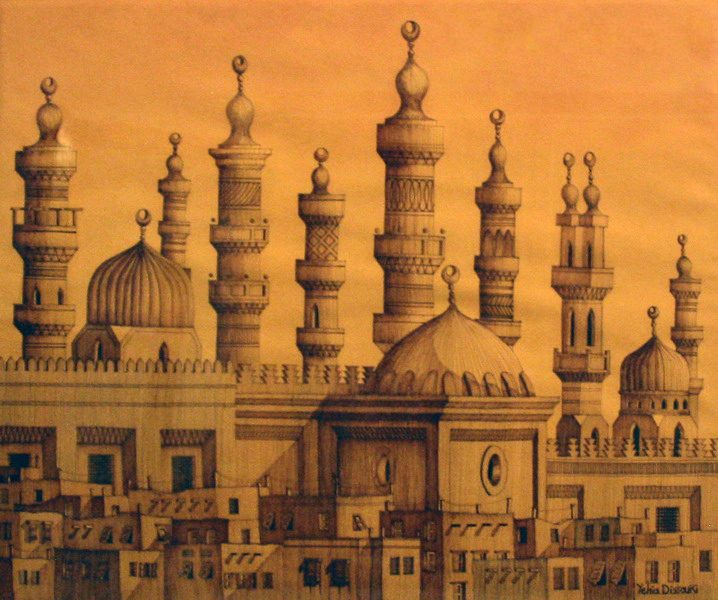
مآذن القلعة
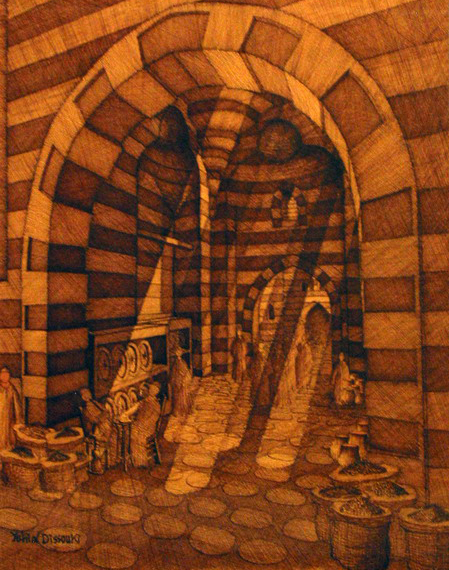
شارع خان الخليلي

لوحات زيتية

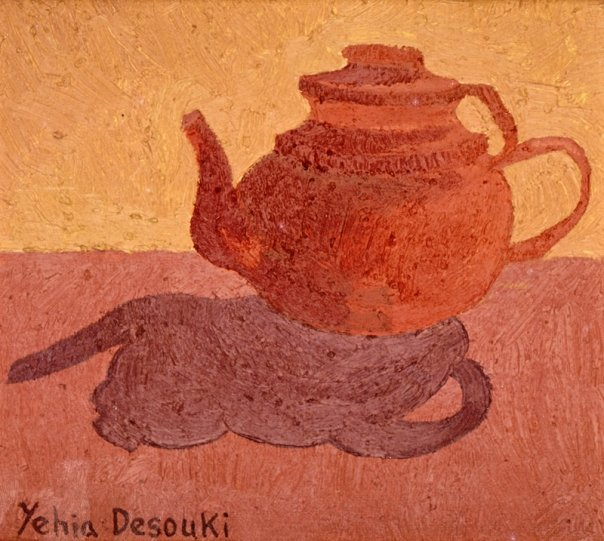
إبريق شاي
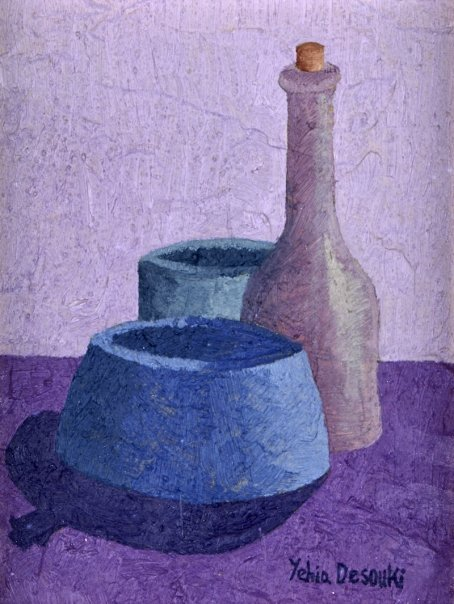
أواني

"فرحة الورد" باستيل ناعم
- فرحة الورد
- فرحة الورد

"الدمى المتحركة للمسرح والخط العربي" رسم رقمي

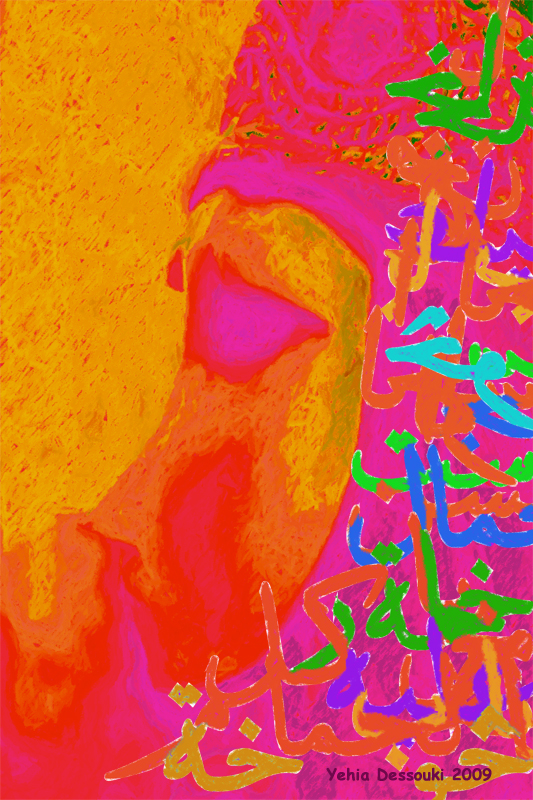
الدمى المتحركة والخط
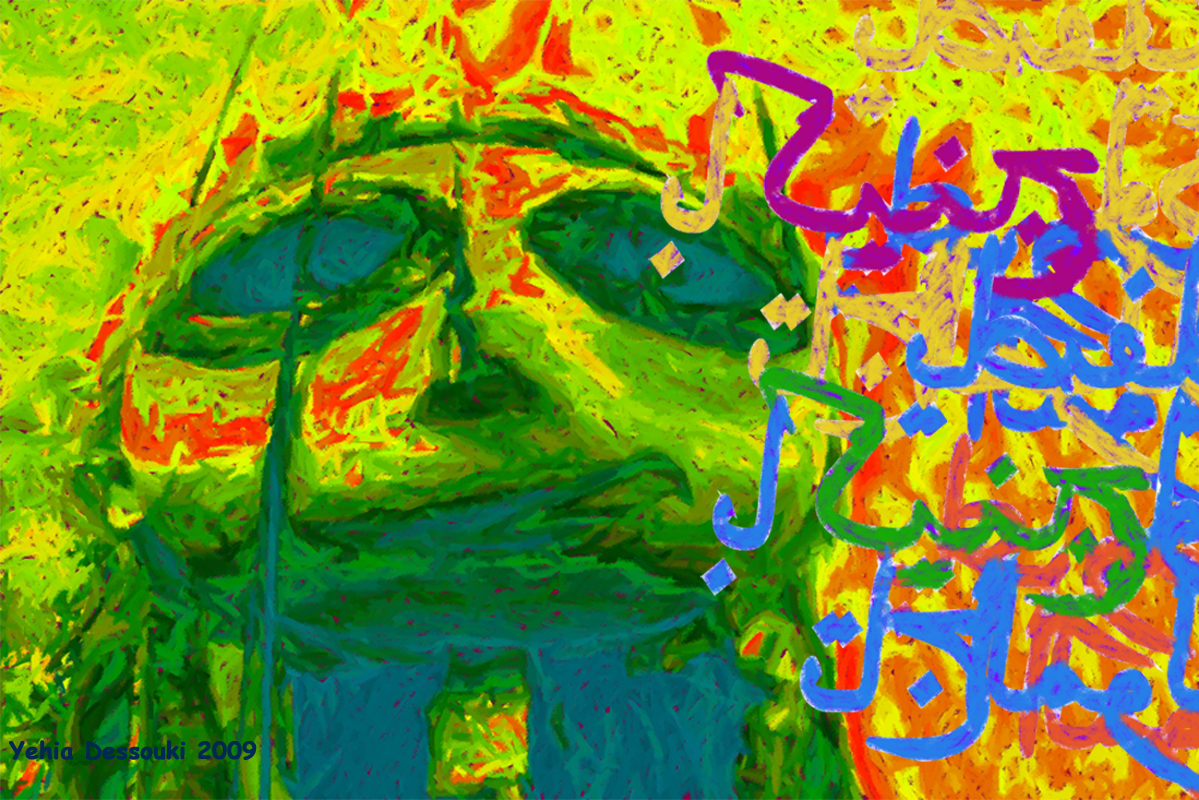
الدمى المتحركة والخط

## أنظر أيضا
- مجلة العربي الكويت
- الباتيك
- القاهرة الإسلامية
- فن معاصر
- دار الاوبرا المصرية
- أخبار الأدب

## روابط خارجية
- كتاب "يحيى الدسوقي.. فنان تشكيلي في منتصف طريق الفن"